# Seneca Falls Convention
 Der er for få eller ingen kildehenvisninger i denne artikel, hvilket er et problem. Du kan hjælpe ved at angive troværdige kilder til de påstande, som fremføres i artiklen.

Seneca Falls-konventionen anses som den første kvinderettighedsskongres. Den annonceres som "en konvention til at diskutere kvindens sociale, civile og religiøse tilstand og rettigheder".  Afholdt i den metodistiske kapel i byen Seneca Falls, i delstaten New York i USA, strakte det sig over to dage i juli 1848. Den tiltrak udbredt opmærksomhed og blev snart efterfulgt af andre kvinderettighedskonventioner, herunder Rochester kvinderettighedskongres (en) i Rochester, New York, to uger senere. I 1850 mødtes den første i en række af årlige nationale kvinderettighedskonventioner i Worcester, Massachusetts.
Kvindelige kvækere i området organiserede mødet sammen med Elizabeth Cady Stanton, som ikke var kvæker. De planlagde begivenheden under et besøg i området af kvækeren, den Philadelphia-baserede Lucretia Mott (en). Mott var berømt for sine evner som taler, hvilket var sjældent for ikke-kvæker kvinder i en æra, hvor kvinder ofte ikke fik lov til at tale offentligt.
Mødet omfattede seks oplæg inklusive et foredrag om jura, et humoristisk oplæg og flere diskussioner om kvinders rolle i samfundet. Stanton og kvæker-kvinderne fremlagde to forberedte dokumenter, en Erklæring om Overbevisninger (en) og en ledsagende liste over resolutioner, der skal debatteres og modificeres, før de fremlægges til underskrift. Der opstod en heftig debat om kvinders valgret, hvor mange – inklusive Mott – opfordrede til at fjerne dette koncept. Men Frederick Douglass, som var konventets eneste afroamerikanske deltager, argumenterede stærkt og succesfuldt for at beholde det. Præcis 100 af cirka 300 deltagere underskrev dokumentet, de fleste kvinder.
Konventionen blev set af nogle af dens samtidige, herunder den fremhævede foredragsholder Mott, som et vigtigt skridt blandt mange i kvindernes fortsatte bestræbelser på at opnå flere rettigheder. Andre betragtede derimod konventionen som en revolutionær begyndelse på kvinders kamp for fuldstændig ligestilling med mænd. Stanton selv anså Seneca Falls-konventionen for at være begyndelsen på kvinderettighedsbevægelsen, en mening, der blev gentaget i History of Woman Suffrage, som Stanton var med til at skrive.
Konventionens Erklæring om Overbevisninger (en) blev "den vigtigste enkeltfaktor i at sprede nyheder om kvinderettighedsbevægelsen rundt i landet i 1848 og ind i fremtiden", ifølge historikeren Judith Wellman. På tidspunktet for den nationale kvinderettighedskonvention af 1851 var spørgsmålet om kvinders ret til at stemme blevet et centralt element i den amerikanske kvinderettighedsbevægelse. Disse konventioner blev årlige begivenheder indtil udbruddet af den amerikanske borgerkrig i 1861.

## Baggrund
I 1840 var Lucretia Mott og Elizabeth Cady Stanton rejst med deres mænd og en gruppe andre amerikanske mandlige og kvindelige afskaffelsesforkæmpere til London for den første World Anti-Slavery Convention (en), med forventning om, at forslaget satte frem af Wendell Phillips om at inkludere kvinders deltagelse i konventionen, ville være kontroversielt. I London blev forslaget afvist efter en hel dags debat; kvinderne fik lov til at lytte fra galleriet, men de fik ikke lov til at tale eller stemme. Mott og Stanton blev venner i London og på hjemrejsen og planlagde sammen at organisere deres egen konvention for at fremme kvinders rettigheder.
Lucretia Mott mødtes med Elizabeth Cady Stanton i Boston i 1842 og diskuterede igen muligheden for en kvinderettighedskonvention. De talte igen i 1847, før Stanton flyttede fra Boston til Seneca Falls.

## Eksterne links
- National Park Service. Kvinders rettigheder. Beretning om kvinderettighedskonventionen, 19.-20. juli 1848
- Kongresbiblioteket. Rapport om kvinderettighedskonventionen, afholdt i Seneca Falls, NY, 19. og 20. juli 1848
- Tekst til "Declaration of Sentiments" og resolutionerne
- Seneca Falls i 1848, National Park Service: Kvinders rettigheder